# Heroes of the West
Heroes of the West é um seriado estadunidense de 1932, gênero Western, dirigido por Ray Taylor, em 12 capítulos, estrelado por Noah Beery Jr., Julie Bishop e William Desmond. O seriado foi produzido e distribuído pela Universal Pictures, e veiculou nos cinemas estadunidenses a partir de 20 de junho de 1932. Foi o 82º seriado da Universal e o seu 14º seriado com som.
Heroes of the West seria refilmado pela Universal em 1938, sob o título Flaming Frontiers.

## Sinopse
John Blaine – ajudado pelo seu filho adolescente Noah, e pela filha, Ann – trabalha para construir uma seção de uma estrada de ferro transcontinental através do coração do oeste selvagem. Infelizmente, a seção através do território de Wyoming fica perigosamente perto de índios hostis. Além disso, o trabalho é prejudicado por Rance Judd, que é secretamente pago por um contratante rival e pretende fazer com que Blaine perca seu contrato de estrada de ferro do governo, com a ajuda de seus capangas Butch Gore, Bart Eaton e Buckskin Joe. Blaine é auxiliado por um grupo de homens que também trabalham na ferrovia: Tom Crosby, o escoteiro Noah Blaine e o líder de equipe de trilho Bart Eaton. Juntos, lutam contra os capangas de Judd, com problemas de diligência, brigas de salão, corridas de cavalo, roubos de trem, ataques indígenas entre outros perigos.
Como é típico dos seriados, cada episódio termina com um cliffhanger. Por exemplo: após uma luta tremenda em uma velha cabana de caçadores, a cabine pega fogo e incendeia com nossos heróis ainda dentro; no entanto, o próximo episódio mostra como eles escaparam do fogo através de um túnel secreto no assoalho do cabine.

## Elenco
- Noah Beery Jr. … Noah Blaine
- Julie Bishop … Ann Blaine (creditada Diane Duval)
- Onslow Stevens … Tom Crosby
- William Desmond … John Blaine
- Martha Mattox … Tia Martha
- Philo McCullough … Rance Judd
- Harry Tenbrook … Butch Gore
- Frank Lackteen … Buckskin Joe
- Edmund Cobb … Bart Eaton
- Jules Cowles … Missouri
- Francis Ford … Capitão da Cavalaria
- Grace Cunard ... Flo
- Slim Withaker ... Capanga
- Monte Montague ... Matt - Trabalhador da estrada (não-creditado)
- Charles Brinley ... Homem na cidade (não-creditado)

A atriz Julie Bishop já era uma veterana quando atuou em Heroes of the West, apesar de ter apenas 18 anos. Sua filmografia inclui trabalhos em que usava o nome Jacqueline Wells (começando em 1914, aos 9 anos de idade), ou Diane Duval (em Heroes of the West fi creditada sob esse nome), e Julie Bishop (após 1941).Como Jacqueline Wells ela atuou em quase 50 filmes B para a Universal – da era muda e era sonora – incluindo duas comédias de Laurel and Hardy. Ela adotou o nome Julie Bishop quando assinou contrato com a Warner Bros., e atuou em mais de doze filmes, entre eles Sands of Iwo Jima (1949), com John Wayne.

## Produção
Ao lado de Flaming Frontiers (1938), este seriado foi baseado em "The Tie That Binds", de Peter B. Kyne.
Heroes of the West foi o 82º, e na era sonora foi o 14º seriado da Universal Pictures, e foi dirigido por Ray Taylor. Com mais de 150 filmes, Taylor é mais conhecido por seus seriados, tais como Dick Tracy (1937), para a Republic Pictures, e quase 50 seriados para a Universal Pictures, entre eles Flash Gordon Conquers the Universe (1940) e Don Winslow of the Navy (1942).

## Capítulos
1. Blazing the Trail
2. Red Peril
3. The Avalanche
4. A Shot from the Dark
5. The Holdup
6. Captured by Indians
7. Flaming Arrows
8. Frontier Justice
9. The Iron Monster
10. Thundering Death
11. Thundering Hoofs
12. The End of the Trail

Fonte:
Os 12 capítulos somam o tempo total de 225 minutos.